# Straßenbahn Wilkes-Barre
Die Straßenbahn Wilkes-Barre erschloss von 1866 bis 1950 Wilkes-Barre und die umliegenden Orte im südlichen Wyoming Valley in Pennsylvania. Zur Zeit der größten Ausdehnung in den 1920er-Jahren umfasste das Netz Strecken einer Gesamtlänge von etwa 160 km.

## Geschichte

### Pferdestraßenbahnen
1856 eröffnete die Lackawanna and Bloomsburg Railroad (L&B; 1873 von der Delaware, Lackawanna and Western Railroad (DL&W) übernommen) eine Bahnstrecke von Scranton nach Duryea und weiter am rechten Ufer des Susquehanna River bis Kingston, die 1858 bis Bloomsburg und 1860 bis Northumberland verlängert wurde. Zur Verbindung zwischen dem Bahnhof in Kingston und dem auf der gegenüberliegenden südlichen Seite des Susquehanna Rivers gelegenen Wilkes-Barre wurden zunächst Pferdeomnibusse eingesetzt. Am 25. Juni 1866 eröffnete die Wilkes Barre & Kingston Passenger Railroad (WB&K) eine Pferdestraßenbahn mit einer Spurweite von 1575 mm (5 Fuß und 2 Zoll) vom L&B-Bahnhof Kingston zur Market Street in Wilkes-Barre. Im folgenden Jahr wurden in Wilkes-Barre ausgehend vom Public Square zwei Zweigstrecken zu den Bahnhöfen der Lehigh and Susquehanna Railroad und der Lehigh Valley Railroad errichtet. 1870 beförderte die Pferdestraßenbahn auf ihren insgesamt rund 6,5 km langen, eingleisigen Strecken etwa 350.000 Fahrgäste. Mit den Einnahmen konnten im selben Jahr die gesamten aufgenommenen Kredite in Höhe von 8500 Dollar abbezahlt und darüber hinaus ein Gewinn von 1000 Dollar erzielt werden. Von 1871 bis 1891 zahlte die WB&K auf ihr Aktienkapital von 100.000 Dollar insgesamt 115.500 Dollar Dividende aus. Mehrheitseigentümer waren seit 1870 die Brüder William J. und Henry Harvey.
Der Erfolg der Wilkes Barre & Kingston Passenger Railroad animierte Investoren 1868 zur Gründung der Coalville Passenger Railway Company, die am 20. Dezember 1869 eine etwa vier Kilometer lange regelspurige und eingleisige Pferdestraßenbahnstrecke von Coalville – heute Ashley – nach Wilkes-Barre eröffnete. Um den zentralen Public Square zu erreichen, wurde die Strecke im folgenden Jahr etwa einen Kilometer auf der Market Street verlängert. Da dort bereits ein Gleis der Wilkes Barre & Kingston Passenger Railroad (WB&K) lag, wurde die Trasse zum Dreischienengleis ausgebaut, für das die WB&K Nutzungsgebühren erhob. Im Gegensatz zur WB&K war die Strecke nach Coalville nie profitabel, so dass die Mitbenutzung des Gleises in der Market Street als Sparmaßnahme schon 1877 wieder beendet wurde. Mehrheitseigentümer und zugleich Geschäftsführer war Al Orr.
Im nordöstlich von Wilkes-Barre gelegenen Pittston wurde am 6. November 1874 eine Pferdestraßenbahn mit einer Spurweite von 1575 mm eröffnet, die das Ortsgebiet erschloss. Betreiber war zunächst die Pittston Passenger Railway Company, die 1882 nach Insolvenz als Pittston Street Railroad Company neu organisiert wurde.

### Erste elektrische Straßenbahnen
Im Mai 1887 gründete der Anwalt und Versicherungsunternehmer John B. Reynolds die Wilkes-Barre & West Side Railway, um mit Aktienkapital eine elektrische Straßenbahn zwischen Wilkes-Barre und Dorranceton am Westufer des Susquehanna River über eine neue Brücke zu errichten und zu betreiben. Während die Brücke am 1. September 1888 eröffnet wurde, fand die erste Straßenbahnfahrt erst am 7. Dezember 1889 statt. Zwei Tage später begann der planmäßige Betrieb auf der Strecke, die mit 1435 mm Spurweite von den Gleisen der DL&W am Westufer quer durch Dorranceton und über die Brücke führte, in Wilkes-Barre aber unmittelbar am östlichen Brückenkopf endete. Pläne zur Verlängerung in die Innenstadt von Wilkes-Barre scheiterten zunächst, ehe die West Side Flächen entlang einer nahegelegenen Bahnstrecke der Lehigh Valley Railroad von der Bahngesellschaft und städtische Grundstücke mieten konnte. Ab 5. Mai 1890 wurde die Union Street erreicht, ab März 1891 die Main Street. Am Westufer wurde am 26. Juli 1890 eine Streckenverlängerung bis Luzerne eröffnet, womit die West Side eine Gesamtstreckenlänge von rund neun Kilometern erreichte.
Zwei lokale Unternehmer, Henry Derr und John W. Hollenback, gründeten am 23. Juni 1887 die Wilkes Barre & Suburban Street Railway Company mit dem Ziel, den Norden von Wilkes-Barre durch eine elektrische Straßenbahn zu erschließen und damit die Attraktivität ihrer dortigen Immobilien zu erhöhen. Ein eingleisiger Rundkurs mit 1575 mm Spurweite wurde am 19. März 1888 erstmals von einer Testfahrt genutzt. Die große Schleife wurde am 31. März 1888 offiziell eröffnet und im Dezember 1888 durch eine Zweigstrecke nach Plains ergänzt. Eine weitere kurze Zweigstrecke in das Stadtviertel Five Points wurde am 6. September 1890 eröffnet.
Bis in die späten 1880er-Jahre erschlossen die verschiedenen Straßenbahnbetriebe weitgehend unterschiedliche Stadtviertel und Vororte. Erst die am 28. Oktober 1887 gegründete Wilkes-Barre & South Side Railway wurde ein potentieller direkter Konkurrent vorhandener Gesellschaften, indem sie den Bau einer elektrischen Straßenbahn in bereits durch die Wilkes Barre & Kingston Passenger Railroad (WB&K) und Coalville Passenger Railway Company erschlossenen Straßen im Stadtgebiet von Wilkes-Barre beantragte. Langwierige Verhandlungen mit den beiden Pferdebahn-Betreibern über die mögliche Mitbenutzung oder Kreuzung bestehender Gleise wurden vor Gericht getragen und endeten schließlich mit Auflösung der South Side Ende des Jahres 1890, bevor diese je Bau oder Betrieb aufnahm.

### Konsolidierung
Ende der 1880er-Jahre begann der Anwalt G. Mortimer Lewis, Anteile an der Coalville Passenger Railway Company zu erwerben. Anfang 1890 hielt er ebenso wie Al Orr etwa ein Viertel der Firmenanteile. 1890 versuchte Lewis mit Kapital aus New York die Mehrheit der Anteile an den übrigen Betrieben zu erwerben, scheiterte jedoch zunächst. Im Folgejahr wurde am 9. Februar 1891 die Wilkes Barre & Wyoming Valley Traction Company (W-B&WVT) gegründet, an der neben Lewis auch John J. Patterson, Robert McMeen, J. Howard Neely, W.F. Sadler und John Graham beteiligt waren. Patterson verkaufte seine Anteile bereits am 21. Februar 1891 an Benjamin Franklin Meyers, war jedoch weiter für das Unternehmen tätig. Die W-B&WVT erwarb 1891 schrittweise die meisten Anteile an der WB&K, der Coalville Passenger Railway Company und der Wilkes-Barre & West Side Railway sowie der Pittston Street Railroad Company. Mit Ausnahme des letzteren Betriebs wurden die übernommenen Gesellschaften zum 1. Mai 1892 zu einem gemeinsamen Betrieb zusammengefasst. Nach langwierigen Verhandlungen konnte die W-B&WVT zum 21. Juli 1892 auch die Wilkes Barre & Suburban Street Railway Company übernehmen, womit alle Straßenbahnbetriebe in Wilkes-Barre unter gemeinsamer Verwaltung standen.
Als traction motor company konnte die W-B&WVT nach den Gesetzen des Bundesstaats Pennsylvania zwar Straßenbahnbetriebe führen, jedoch keine Strecken errichten. Die bisherigen Gesellschaften existierten daher teilweise weiter und neue Tochterfirmen wurden zum Bau von Zweigstrecken gegründet. In den folgenden Jahren wurden die Strecken aller übernommenen Betriebe einheitlich auf die Regelspurweite von 1435 mm gebracht und die Pferdebahnen auf elektrischen Betrieb umgestellt. Zugleich wurde das Netz umfassend erweitert: Noch 1892 wurden am Westufer Gleise nach Plymouth flussabwärts und West Pittston flussaufwärts sowie südwestlich von Wilkes-Barre nach Nanticoke verlegt. Von 1893 bis 1896 wurden unter Einbindung der Tochtergesellschaft Wilkes-Barre & East Side Railway Strecken im Stadtgebiet von Wilkes-Barre eröffnet und erweitert. 1894 wurde die Pittston Street Railroad Company in die W-B&WVT integriert und eine Verbindung zwischen Wilkes-Barre und Pittston hergestellt, die im Folgejahr bis Duryea verlängert wurde. Ein Weiterbau ins Lackawanna County unterblieb in Absprache mit Straßenbahnbetrieben aus Scranton, die ihrerseits auf Konkurrenzverbindungen im Luzerne County verzichteten. Das Netz der W-B&WVT erreichte so Mitte der 1890er-Jahre eine Gesamtlänge von rund 80 Streckenkilometern.
Ende des Jahrzehnts blieben die Fahrgastzahlen und Einnahmen jedoch unter den Erwartungen. Im April 1899 legte die United Power & Transportation Co aus Reading ein Angebot zur Übernahme der W-B&WVT-Anteile vor, das die meisten Teilhaber annahmen – im Juli 1900 hielt United Power 49.986 von 50.000 Aktien. 1902 wurde United Power seinerseits durch die Interstate Railways Company übernommen, die ebenso wie United Power durch den Unternehmer John A. Rigg gesteuert wurde. Interstate investierte in die Infrastruktur der W-B&WVT, die verschiedene Abschnitte zweigleisig ausbauen und kleinere Erweiterungen, u. a. nach Warrior Run, vornehmen konnte. Die nötige Erneuerung des Fuhrparks unterblieb hingegen weitgehend. Eine Tochtergesellschaft der W-B&WVT, die Plymouth & Larksville Railway, verband 1902 die namensstiftenden Orte und Edwardsville mit einer neuen Strecke. Das Unternehmen wurde 1904 durch die W-B&WVT übernommen.

### Wilkes-Barre Railway
Im Februar 1909 musste die Interstate Railways Zahlungsunfähigkeit anmelden. Die verschiedenen Straßenbahnbeteiligungen wurden daraufhin in den folgenden Monaten in vier Teile gruppiert. Die W-B&WVT und die Wilkes-Barre, Dallas and Harvey’s Lake Railway wurden an eine neue, am 26. November 1909 gegründete Gesellschaft namens Wilkes-Barre Railway Company vermietet. Diese konnte neues Kapital beschaffen, mit dem unter anderem in den Jahren 1909 bis 1914 47 neue Triebwagen erworben werden konnten. Zwischen Oktober 1909 und August 1914 wurde schrittweise eine Streckenverlängerung von Pittston nach Avoca eröffnet. Eine Zweigstrecke in den Südteil des Hanover Townships folgte im September 1914, Gleise nach Avondale im Plymouth Township im September 1915. Etwa ein Viertel des Netzes war bis 1916 zweigleisig ausgebaut. Das Unternehmen war profitabel und zahlte von 1912 bis 1914 insgesamt 117.000 Dollar Dividende aus.
Unstimmigkeiten über Arbeitsbedingungen, Bezahlung und Beschäftigungsgarantien führten ab 1914 zu Disputen zwischen der Wilkes-Barre Railway Company und Arbeitnehmervertretern. Ab 1. April 1915 wurde der Straßenbahnbetrieb zunächst für neun Tage bestreikt. Nachdem keine Einigung erzielt werden konnte, wurde ab 14. Oktober 1915 erneut ein Streik ausgerufen, der über ein Jahr bis 16. Dezember 1916 andauerte. Die streikenden Mitarbeiter erhielten in der Bergbauregion große öffentliche Unterstützung: Obwohl die Wilkes-Barre Railway Company mit den nicht am Streik beteiligten Beschäftigten knapp 60 % des Fahrbetriebs aufrechterhalten konnte, wurde die Straßenbahn überwiegend boykottiert, so dass die Fahrgastzahlen nur 10 % des bisherigen Niveaus erreichten. Die Fahrgäste wichen häufig auf die zur selben Zeit aufkommenden Jitney-Sammeltaxis aus. Der Straßenbahnbetrieb verzeichnete daher für die Jahre 1915 und 1916 ein Defizit von 1,475 Millionen Dollar.
Ende 1916 wurde sowohl der Streik unter weitgehender Annahme der Arbeitgeberpositionen beigelegt als auch der Jitney-Betrieb staatlich reguliert, doch waren die finanziellen Reserven der Wilkes-Barre Railway Company weitgehend erschöpft. Diese Situation wurde durch Fahrgasteinbußen in der Influenza-Pandemie ab Oktober 1918 verstärkt. Massive Auswirkungen hatte schließlich ein Bergarbeiterstreik ab 1. April 1922, der zur fast vollständigen Einstellung des Minenbetriebs bis September 1922 führte. Da ein signifikanter Anteil des Fahrgastaufkommens der Straßenbahn auf den Berufsverkehr der Bergwerke entfiel, führte dies zu Mindereinnahmen von rund 0,3 Millionen Dollar. Zum 1. Juli 1924 wurde der Betrieb daher in die Wilkes-Barre Railway Corporation umfirmiert, um zugleich 0,25 Millionen Dollar kurzfristiger Kredite neu auflegen und 0,5 Millionen Dollar Schulden in eine Aktienbeteiligung umwandeln zu können. Die Neuorganisation war erfolgreich, so dass 1925 allgemeine Dividendenzahlungen erfolgten und Investitionen in Fuhrpark und Infrastruktur möglich wurden. Das Netz wurde 1924 um eine Zweigstrecke nach Laurel Run und 1926 um eine Verknüpfung zwischen West Pittston und Pittston über eine neue Susquehanna River-Brücke ergänzt. Ab 1929 wurden schrittweise Ein- oder Zweibuchstabenbezeichnungen für die bisher nach ihren Zielorten benannten Linien eingeführt.

### Niedergang und Stilllegung
Sinkenden Einnahmen während der Great Depression ab Herbst 1929 versuchte die Wilkes-Barre Railway Corporation durch Sparmaßnahmen zu begegnen, etwa durch Kürzungen des Nacht- und Wochenendverkehrs. Investitionen in den Unterhalt des Netzes wurden auf das kurzfristig nötige Minimum verringert. Die außerhalb der Sommermonate sehr schwach genutzte Strecke von Dallas nach Harvey’s Lake wurde 1931 aufgegeben. Als problematisch stellten sich auch die Straßenbahnprogramme der Works Progress Administration (WPA) im Zuge des New Deal heraus. Durch die WPA geplante State Highways von Old Forge über Duryea nach Wilkes-Barre sahen die Aufgabe des Straßenbahnbetriebs auf den innerorts mitbenutzten Straßenabschnitten vor. Da die Wilkes-Barre Railway Corporation weder die Mittel für die Instandsetzung vernachlässigter Gleise, geschweige denn für die Verlegung kompletter Streckenabschnitte aufbringen konnte, entschied sie im April 1937, den Straßenbahnbetrieb zugunsten von Oberleitungsbussen (trackless trolleys) aufzugeben.
Die ersten Oberleitungsbusse wurden ab 18. Dezember 1939 anstelle der bisherigen Straßenbahn auf der Verbindung zwischen Wilkes-Barre und Luzerne eingesetzt. Allerdings waren bereits seit 1937 mehrere Streckenabschnitte auf diesel- bzw. benzinbetriebene Omnibusse umgestellt worden, da der Umbau auf den Oberleitungsbusbetrieb – meist in Verbindung mit einer erneuerten oder erstmaligen Asphaltierung der Straße – längere Zeit in Anspruch nahm. So endete der direkt durch die WPA-Vorhaben beeinträchtigte Straßenbahnverkehr zwischen Avoca und Pittston noch 1937, während innerstädtische Strecken in Wilkes-Barre 1938 und der Straßenbahnverkehr nach Pittston 1939 eingestellt wurden. Beim Eintritt der Vereinigten Staaten in den Zweiten Weltkrieg im Dezember 1941 waren noch Straßenbahnlinien von Wilkes-Barre nach Ashley (Linie A) bzw. Sugar Notch (S), Plymouth über Edwardsville (Linie E), zum stadtnahen Ziel Georgetown (G) sowie nach Nanticoke (N), Hanover (HA), Larksville (L) und Plymouth über die Carey Avenue (C) verblieben. Da durch die kriegsbedingte Rationierung die Beschaffung von Bussen und Verbrauchsmaterial wie Reifen und Diesel erschwert wurde sowie Arbeitskräfte für die nötigen Umbaumaßnahmen fehlten, unterblieben weitere Einstellungen bis 1946.
Durch die Kosten der Umstellung bei gleichzeitig rückläufigen Einnahmen war die Wilkes-Barre Railway Corporation 1940 nahezu zahlungsunfähig. Um die Firmenstruktur mit zahlreichen Tochtergesellschaften zu vereinfachen und Kredite zusammenzufassen, wurde nach längeren Planungen am 29. August 1947 die Wilkes-Barre Transit Corporation gegründet, die die Aktivitäten und Verpflichtungen der Wilkes-Barre Railway Corporation übernahm.
Nach Kriegsende wurde die schrittweise Stilllegung des Straßenbahnbetriebs fortgesetzt. Im Mai und Juni 1946 wurde die Verbindung nach Ashley/Sugar Notch in zwei Schritten eingestellt, gefolgt von den Linien C nach Plymouth über die Carey Avenue und G nach Georgetown im Jahr 1947 sowie den Linien E nach Plymouth über Edwardsville und L nach Larksville im Jahr 1948. Es verblieb zuletzt somit nur die Verbindung nach Nanticoke mit ihrem Abzweig nach Hanover, die schließlich mit der letzten Fahrt in den ersten Nachtstunden des 15. Oktober 1950 eingestellt wurde. Nach Nanticoke wurde eine Omnibusverbindung eingerichtet, während der Abzweig nach Hanover jegliche ÖPNV-Verbindung verlor.

### Oberleitungsbus
Das seit 1939 als Ersatz für Straßenbahnverbindungen aufgebaute Oberleitungsbussystem erreichte 1948 seine größte Ausdehnung. Es blieb in dieser Form bis 1955 in Betrieb, als eine Linie aufgegeben wurde. Der gesamte Betrieb wurde schließlich zum 16. Oktober 1958 auf dieselbetriebene Omnibusse umgestellt.

## Liniennetz und Betrieb
Das Liniennetz der elektrischen Straßenbahn Wilkes-Barre war zwischen der Konsolidierung der Betriebe und der Stilllegung der jeweiligen Routen vergleichsweise wenigen Änderungen unterworfen. Mit Ausnahme der Verbindung zwischen Avoca und Pittston sowie zeitweiligen Pendelfahrten zwischen Pittston und Duryea sowie dem Abzweig Sans Souci und Hanover hatten ab Anfang des 20. Jahrhunderts alle Linien ihren Ausgangspunkt am Public Square in Wilkes-Barre. Das Streckennetz einschließlich der Strecke der Wilkes-Barre, Dallas and Harvey’s Lake Railway hatte bei seiner größten Ausdehnung eine Länge von etwa 160 km (100 Meilen); das Liniennetz war durch Überlagerungen um die 200 km lang. Alle Strecken waren mit Oberleitung versehen, die mit 600 Volt Gleichspannung gespeist wurde.
Je nach Linie wurden Zugfolgen von 10 bis 40 Minuten angeboten. Tageszeitabhängige Verdichterfahrten gab es kaum, da das Verkehrsaufkommen vergleichsweise breit über den Tag und die Linienabschnitte verteilt war. Ein signifikanter Anteil der Fahrgäste waren Bergarbeiter, deren Schichten zu unterschiedlichen Tageszeiten einschließlich der Wochenenden an den im ganzen Streckennetz verteilten Minen begannen und endeten. Auch der Einkaufs- und Freizeitverkehr war nicht nur auf Wilkes-Barre fokussiert, sondern hatte diverse weitere Ortszentren zum Ziel. Die Verkehrsbeziehungen ähnelten damit trotz des städtischen Charakters des Straßenbahnbetriebs denen von Interurbans.
Güterverkehr wurde nie angeboten. Zur Überlandstraßenbahn der Wilkes-Barre and Hazleton Railway (W-B&H) bestand zeitweise eine Gleisverbindung; zur zweiten Interurban in Wilkes-Barre, der Laurel Line, jedoch ebenso wenig wie zu den benachbarten Straßenbahnbetrieben des Netzes Scranton und der People’s Street Railway.

### West Side-Linien
Die so genannten West Side-Linien erschlossen die Orte am westlichen (rechten) Ufer des Susquehanna Rivers zwischen Plymouth im Südwesten und West Pittston im Nordwesten. Ausgehend vom Public Square in Wilkes-Barre nutzten die West Side-Linien eine zweigleisige Strecke in der Market Street, die bereits von der Pferdestraßenbahn der Wilkes Barre & Kingston Passenger Railroad befahren worden war. Die meisten Linien überquerten den Susquehanna River über die Market Street Bridge und erreichten so den Platz Kingston Corners in Kingston.
- Die ab 1929 als Linie K bezeichnete Verbindung Wilkes-Barre–Kingston wurde grundsätzlich mit der Pferdestraßenbahn der Wilkes Barre & Kingston Passenger Railroad eingeführt und 1892 auf elektrischen Betrieb umgestellt. Bis 1912 war das Ziel in Kingston der Bahnhof der DL&W, ehe eine Verlängerung durch die Schuyler Avenue bis zur Division Street errichtet wurde. Dort verliefen die Gleise nach Harvey’s Lake, die Kingston Corners über die Wyoming Avenue erreichten, so dass eine innerstädtische Schleife entstand. Diese Schleife wurde alternierend befahren, bis die Verbindung 1919 wieder ausschließlich die ältere Strecke nutzte und an der Ecke Schuyler/Division wendete. Bis 1919 wurde meist ein 10-Minuten-Takt angeboten, anschließend ein 20-Minuten-Takt. Die Linie K wurde am 19. Juni 1937 zuletzt befahren und am Folgetag durch Busse ersetzt; eine mit der vormaligen Linie LU kombinierte Oberleitungsbusverbindung wurde am 18. Dezember 1939 eröffnet.[8]

- Die Verbindung Wilkes-Barre–Kingston–Luzerne war die erste Strecke der Wilkes-Barre & West Side Railway, die vom 7. Dezember 1889 bis März 1891 schrittweise eröffnet worden war. Anstelle der Market Street und Market Street Bridge nutzte sie ursprünglich eine wenige hundert Meter nördlich gelegene, eingleisige Strecke über die North Street (Wilkes-Barre), North Street Bridge und Pierce Street (Kingston). Nachdem die beiden Strecken 1892 in Kingston verbunden wurden, wurde die Linie nach Luzerne mit Ausnahme weniger Fahrten über die Market Street geführt. Die Strecke über die North Street Bridge blieb bis 1920 als Umleiterstrecke erhalten. In Luzerne wurde der Endpunkt zwischen 1892 und 1906 durch kleine Streckenverlängerungen verschoben und lag schließlich an der Ortsgrenze zu Courtdale. Nach Luzerne wurde meist ein 20-Minuten-Takt angeboten. Die ab 1929 als Linie LU geführte Verbindung wurde am 1. Mai 1939 durch Busse ersetzt; eine mit der vormaligen Linie K kombinierte Oberleitungsbusverbindung wurde am 18. Dezember 1939 eröffnet.[8]

- Von Kingston Corners waren ab 1891 Gleise flussaufwärts in der Wyoming Avenue verlegt worden, die über Forty Fort, Swoyersville, Wyoming und Exeter nach West Pittston führten. Der reguläre Betrieb zwischen Wilkes-Barre und West Pittston wurde am 23. Februar 1893 aufgenommen. Neben Fahrten auf der Gesamtstrecke – ab 1929 als Linie W bezeichnet – wurde ab Oktober 1911 eine zusätzliche Linie Wilkes-Barre–Forty Fort (Linie F) eingerichtet, die zeitweise bis Wyoming verlängert wurde (Linie Y). Mit der Verlegung von Gleisen auf der neuen Fort Jenkins-Brücke über den Susquehanna River wurde 1926 eine Verknüpfung zwischen West Pittston und Pittston hergestellt, die ab 12. Mai 1926 befahren wurde. Auf beiden Linien wurde meist ein 20-Minuten-Takt angeboten, der in den 1920er-Jahren auf der Forty Fort-Linie im Gegensatz zu den meisten anderen Linien zudem in den Hauptverkehrszeiten verdichtet wurde. Der Straßenbahnbetrieb zwischen Forty Fort und Pittston über West Pittston endete am 25. Dezember 1939, zwischen Wilkes-Barre und Forty Fort am 24. Januar 1940. Während auf letzterem Abschnitt ab dem folgenden Tag Oberleitungsbusse zum Einsatz kamen, waren nördlich von Forty Fort vorübergehend Dieselbusse im Einsatz, ehe auch dort am 10. Februar 1940 der Oberleitungsbusbetrieb aufgenommen wurde.[8]

- Das flussabwärts, d. h. westlich, von Wilkes-Barre gelegte Plymouth wurde ab 1892 durch eine Strecke aus Kingston erschlossen, die über Edwardsville führte. Der reguläre Betrieb nach Plymouth wurde am 4. Mai 1892 bis Bull Run im Ortszentrum aufgenommen und am 3. April 1893 bis in den Westteil des Orts verlängert. Eine weitere kurze Verlängerung bis nach Avondale (Plymouth Township) folgte erst 1915. Plymouth wurde bereits 1895 durch eine zweite Straßenbahnlinie (die spätere Linie C) aus Wilkes-Barre erreicht, die nicht über Kingston, sondern zunächst südlich des Flusses und dann über die Carey Avenue Bridge geführt wurde. 1904 kam eine Verbindung über Larksville hinzu. Die längere Verbindung über Edwardsville (ab 1929 Linie E) wurde damit für Fahrten zwischen Wilkes-Barre und Plymouth weniger attraktiv. Spätestens ab 1928 wurde der komplette Linienweg nur alle 40 Minuten befahren und zwischen Wilkes-Barre und Edwardsville zum 20-Minuten-Takt verdichtet. Der Straßenbahnbetrieb endete am 29. August 1948. Nach kurzzeitigem Einsatz von dieselgetriebenen Bussen wurde zwischen Wilkes-Barre und Edwardsville am 11. August 1949 der Oberleitungsbusbetrieb aufgenommen.[8]

- Die Linie E umging zwischen Edwardsville und Plymouth das etwa zwei Kilometer vom Susquehanna River entfernte Larksville. Zur Erschließung dieses Orts errichtete die Plymouth & Larksville Railway 1902 eine Strecke von Bull Run in Plymouth über Larksville in den Süden von Edwardsville. Nach Integration der Gesellschaft in das Gesamtnetz wurde diese Verbindung ab 5. Juli 1904 durch Fahrten der Relation Wilkes-Barre–Kingston–Larksville–Plymouth genutzt. Seit 3. Dezember 1907 stand dazu zwischen Edwardsville und Kingston eine eigene, südlich der Edwardsville-Linie gelegene Strecke zur Verfügung. Die seit 1929 als Linie L bezeichnete Verbindung wurde meist im 20-Minuten-Takt befahren und wies in Larksville einen längeren Abschnitt auf eigener Trasse abseits von Straßen auf. Der Straßenbahnbetrieb endete auf der Linie L am 10. August 1948 mit dem Ersatz durch dieselgetriebene Busse. Eine Oberleitungsbus-Verbindung nach Larksville wurde erst in den frühen 1950er-Jahren eingerichtet.[8]

- Etwa 20 km nördlich von Wilkes-Barre liegt Harveys Lake, der größte See Pennsylvanias und ein beliebtes Sommerausflugsziel. Eine Strecke der Lehigh Valley Railroad stellte ab 1887 eine Verbindung zwischen Wilkes-Barre und dem See her. Zusätzlich wurden ab den 1880er-Jahren auch mehrere Pläne zum Bau einer Überlandstraßenbahn zwischen Wilkes-Barre und dem See entwickelt, die im April 1893 in die Gründung der Luzerne, Dallas & Harvey’s Lake Railway mündeten. Das Unternehmen begann 1895 mit dem Bau einer Strecke zwischen den namensstiftenden Orten, konnte jedoch nicht alle dafür benötigten Grundstücke erwerben. Dies gelang 1896, womit die inzwischen in Wilkes-Barre & Northern Railroad umfirmierte Gesellschaft die Strecke von Luzerne bis ins Dorf Dallas fertigstellen und am 3. Januar 1897 in Betrieb nehmen konnte. Der Abschnitt über Idetown bis zum See folgte am 3. Juli 1897. Die Strecke war zunächst nicht elektrifiziert, so dass die von der Betreibergesellschaft beschafften Straßenbahntriebwagen dort von Dampflokomotiven gezogen wurden. Südlich von Luzerne verkehrten die Züge im Oberleitungsbetrieb über die Gleise der W-B&WVT bis zum Public Square in Wilkes-Barre. 1898 wurde die Anteile an der Betreibergesellschaft durch die W-B&WVT übernommen, die das erworbene Unternehmen in Wilkes-Barre, Dallas and Harvey’s Lake Railway umfirmierte und die Elektrifizierung der Strecke finanzierte. Der elektrische Betrieb wurde am 22. Dezember 1898 aufgenommen. Ab 1. August 1912 nutzte sie vom Norden Luzernes eine neue Strecke über die Division Street nach Kingston, die die Fahrzeit um einige Minuten verkürzte.
Die Strecke erschloss im Wesentlichen Harveys Lake und das Dorf Dallas sowie mehrere Friedhöfe, die nicht im überschwemmungsanfälligen Tal des Susquehanna Rivers, sondern um Dallas angelegt wurden. Während von Juni bis September zahlreiche Fahrgäste zu befördern waren und etwa zwei Drittel der Fahrten nur in diesen vier Monaten angeboten wurden, war das Verkehrsaufkommen zwischen Dallas und dem See im Rest des Jahres sehr gering. Der Ausflugsverkehr ging durch den aufkommenden motorisierten Individualverkehr in den 1920er-Jahren deutlich und kontinuierlich zurück, so dass ab 5. Juli 1931 zur Einsparung eines Unterwerks der Streckenabschnitt von Idetown zum See nicht mehr befahren wurde. Ab Ende 1932 verkehrten zwischen Dallas und Idetown nur mehr Sonderfahrten. Der Betrieb auf der seit 1929 als Linie DA bezeichneten Verbindung zwischen Dallas und Wilkes-Barre endete schließlich am 30. April 1939.[9]

### Suburban-Linien
Als Suburban-Linien wurden die Verbindungen in die nördlich von Wilkes-Barre gelegenen Vororte bezeichnet, die teilweise auf die Strecken der Wilkes Barre & Suburban Street Railway Company zurückgehen. Sie erreichten den Public Square in Wilkes-Barre auf drei verschiedenen Wegen über die River Street, die North Main Street oder die Pennsylvania Avenue und Scott Screet, wobei die drei Trassen im Stadtgebiet von Wilkes-Barre durch Verbindungsstrecken verknüpft waren und somit Umleitungen ermöglichten.
- Plains wurde im Dezember 1888 über die Main Street erreicht. Die ab 1929 als Linie PL bezeichnete Verbindung wurde meist alle 20 Minuten befahren. Eingestellt wurde der Straßenbahnbetrieb dieser Linie am 15. November 1939. Zunächst durch dieselgetriebene Busse ersetzt, wurde am 16. Mai 1945 eine Oberleitungsbus-Verbindung eröffnet.[10]

- Der im Nordosten von Wilkes-Barre gelegene Stadtteil Parsons wurde zuerst durch eine von der Verbindung nach Plains abzweigende Strecke erschlossen. Das Gleis wurde von Oktober 1891 bis Juni 1894 schrittweise durch die George Avenue verlegt und in Abschnitten in Betrieb genommen. Der Endpunkt der ab 1929 als Linie P benannten Verbindung lag schließlich kurz vor der Kreuzung der George Avenue mit der Scott Street. In der Scott Street verlief ab 1910 die von der Linie M befahrene zweite Straßenbahnstrecke durch Parsons; die beiden Strecken wurden dort jedoch nie miteinander verbunden. Die Strecke nach Parsons über die George Avenue wurde zunächst im Halbstundentakt und ab 1907 alle 20 Minuten befahren. Ab 1933 wurde ein 24-Minuten-Takt angeboten, ehe zum 15. September 1941 der Straßenbahnbetrieb eingestellt wurde. Auch hier ersetzten zunächst dieselgetriebene Busse die Bahnen, ehe am 8. Juni 1945 der Oberleitungsbusbetrieb aufgenommen wurde.[10]

- Die Wilkes Barre & Suburban Street Railway Company verlegte 1890 Gleise vom Public Square in Wilkes-Barre über die Pennsylvania Avenue in die Scott Screet, die in einem Viertel namens Five Points auf Höhe der Kreuzung mit der Laurel Street endeten. Erst 20 Jahre später wurde die Verbindung in der Scott Screet durch Parsons bis in das an der nordöstlichen Stadtgrenze gelegene Viertel Miners Mills verlängert. Die ab 1929 als Linie M bekannte Relation wurde ab 1910 alle 20 Minuten und ab 1930 alle 30 Minuten bedient. Die letzte Straßenbahn der Linie M fuhr am 19. Oktober 1940. Ein Oberleitungsbusbetrieb begann nach vorübergehendem Ersatz durch Dieselbusse am 1. Januar 1941.[10]

- Auch die ab 1929 als Linie H bezeichnete Verbindung nach Hudson, einem Ortsteil von Plains, wurde als Suburban-Linie geführt. Sie teilte sich zwischen dem Public Square und der Kreuzung von River Street und Maffet Street die Strecke mit der Linie nach Duryea/Pittston (D). Der ab 6. August 1909 eröffnete Abzweig der (späteren) Linie H führte durch den Westen und Norden von Plains und dann nach Hudson. Eine geplante Verbindungsstrecke zwischen Hudson und Miners Mills, die eine Art Ringstrecke ergeben hätte, unterblieb. Die Taktfrequenz nach Hudson wurde mehrfach zwischen 20, 24 und 30 Minuten angepasst. Der Straßenbahnbetrieb der Linie H endete am 15. September 1941; der Oberleitungsbusbetrieb begann nach kurzer Übergangsphase am 1. Dezember 1941.[10]

### Pittston, Duryea und Avoca
Im Nordosten des Luzerne County spielte für die verschiedenen Straßenbahnbetriebe Ende des 19. und Anfang des 20. Jahrhunderts neben der Erschließung der dortigen Orte auch die Vermeidung von Konkurrenz durch andere Betriebe eine wichtige Rolle, da die Orte auch attraktive Ziele für Straßenbahnbetriebe aus dem Raum Scranton darstellten. Diverse Antragsverfahren und mehrere tatsächlich errichtete, aber nie genutzte kurze Streckenabschnitte dienten nur der Sicherung entscheidender Streckenabschnitte, insbesondere auf den Hauptstraßen in (East) Pittston. Im Netz der Straßenbahn Wilkes-Barre fertiggestellt und genutzt wurden um Pittston auf der Ostseite des Susquehanna Rivers schließlich im Wesentlichen zwei Linien:
- Die Verbindung zwischen Wilkes-Barre, Pittston und Duryea – ab 1929 als Linie D geführt – war mit einer Länge von nahezu 18 km die längste durchgehend befahrene Strecke im Netz. Nachdem die W-B&WVT 1891 die Pittston Street Railroad Company mit ihrer im Ortsbereich von Pittston gelegenen Pferdestraßenbahn erworben hatte, wurde 1893 mit dem Bau einer Strecke zwischen Wilkes-Barre und Pittston begonnen. Der reguläre Betrieb zwischen Wilkes-Barre, Port Griffith (in Jenkins Township) und der Railroad Street im Süden von Pittston konnte am 23. Juni 1894 aufgenommen werden, die innerörtliche Verlängerung bis zum Verkehrsknotenpunkt Pittston Junction allerdings erst am 24. Oktober 1894. Die Erweiterung bis Duryea folgte am 10. Juli 1895. In Duryea bestand ab Mai 1900 Anschluss an eine Linie der Straßenbahn Scranton nach Scranton.
Befahren wurde die Linie zwischen Wilkes-Barre, Pittston und Duryea alle 20 Minuten. Der Straßenbahnbetrieb zwischen Pittston und Duryea endete am 1. Oktober 1932, nachdem dort signifikante Investitionen in die Gleisanlagen nötig geworden wären. Die bereits seit 1926 als Ersatz für die stillgelegte Straßenbahnverbindung Duryea–Old Forge des Scrantoner Netzes eingerichtete Busverbindung wurde daher bis Pittston verlängert. 1935 wurde der verbliebene Teil der Linie D mit der Linie AV zusammengelegt, so dass erstmals eine direkte Straßenbahnverbindung zwischen Wilkes-Barre und Avoca entstand. Allerdings bestand diese nur bis Frühjahr 1937, als bis 25. April 1937 zunächst auf der Strecke Pittston–Avoca und zum 15. Mai auf der Strecke Wilkes-Barre–Pittston der Straßenbahnbetrieb endete.[11]

- Für Strecken zwischen Pittston, Hughestown und Avoca wurden ab 1893 zwar mehrere Konzessionen vergeben und kurze Abschnitte gebaut, doch wurde erst am 20. Oktober 1909 eine tatsächlich nutzbare Verbindung von Pittston bis zu einer Mine (No. 10 Shaft) an der Ortsgrenze zu Hughestown eröffnet. Bis 3. Januar 1911 wurde die Strecke über die Foote Avenue und McAlpine Street – also nicht auf direktem Wege, sondern über die südlichen Ausläufer von Duryea – bis zur Ortsgrenze zwischen Duryea und Avoca verlängert. Von dort wurde schließlich am 12. August 1914 eine Erweiterung bis ins Ortszentrum von Avoca in Betrieb genommen. Die ab 1929 mit dem Kürzel AV bezeichnete Verbindung war bis 1935 die einzige Linie des Netzes, die nicht am Public Square in Wilkes-Barre begann. Stattdessen wurde ein Pendelverkehr zwischen Pittston und Avoca angeboten. Bis 1929 wurde im 20-Minuten-Takt gefahren, anschließend zeitweise 24- und 30-Minuten-Takte, ehe die Bahnen ab 1932 nur mehr alle 40 Minuten verkehrten. 1935 wurde die Linie AV mit dem verbliebenen Teil der Linie D zusammengelegt. Straßenbauprojekte und der schlechte Zustand der Gleise waren im April 1937 schließlich der Anlass zur Einstellung des Straßenbahnbetriebs. Der Endpunkt wurde vom 18. April schrittweise von Avoca nach Pittston zurückgezogen; der letzte Abschnitt wurde am 25. April 1937 stillgelegt.[11]

### East Side-Linien
Die östlichen Stadtviertel von Wilkes-Barre waren für die Straßenbahn schwer zu erschließen, nachdem südöstlich der Innenstadt ausgedehnte Gleisanlagen mehrerer Bahngesellschaften zu queren waren. Erst der Bau einer großen Brücke der Market Street über die Gleise ermöglichte ab 28. Oktober 1896 eine direkte Straßenbahnverbindung vom Public Square Richtung Südosten.
- Georgetown in Wilkes-Barre Township war ab 2. September 1895 durch eine Gleisverbindung erschlossen worden, die die Bahnstrecken etwa 1,5 km südwestlich der Market Street querte. Mit der Market Street-Brücke entfiel entsprechend ab Ende Oktober 1896 ein Umweg von drei Kilometern. Der Endpunkt der Strecke lag in den ersten Betriebsjahren an der Kreuzung Northampton Street/Diamond Street im Norden von Georgetown, ehe eine Verlängerung bis Höhe Walnut Street im Zentrum gebaut wurde, die am 28. Mai 1908 eröffnet wurde. Die weitere Führung der Northampton Street wies Steigungen um 10 % auf und erschloss nur den kleinen Nachbarort Laurel Run, weshalb die Wilkes-Barre Railway von weiteren Erweiterungen absah. Auf politischen Druck hin wurde die Gesellschaft allerdings 1922 durch die Public Utilities Commission zum Weiterbau verpflichtet, woraufhin das Gleis bis zum Bahnübergang der Central-Railroad-of-New-Jersey-Strecke am nördlichen Ortsrand von Laurel Run verlängert wurde. Zur Sicherung der ab 17. November 1924 befahrenen „Steilstrecke“ wurde auf Höhe der Lehigh Street eine manuell bediente Schutzweiche in ein Sandgleis errichtet. Die ab 1929 als Linie G bezeichnete Strecke nach Georgetown und Laurel Run wurde zeit ihres Bestehens im 20-Minuten-Takt befahren. Der Straßenbahnbetrieb endete dort am 30. April 1947; Oberleitungsbusverkehr wurde am 9. Juni 1947 aufgenommen.[12]

- Ein Teil der kurzzeitigen Umwegstrecke nach Georgetown wurde nach Eröffnung der Market Street-Brücke ab 1896 von einer Straßenbahnlinie genutzt, die vom Public Square die neue Brücke befuhr und anschließend auf das bisherige Gleis wechselte, um einen Endpunkt im Stadtviertel Heights an der Kreuzung Hazle Street/Dana Street zu erreichen. Ab 1925 querte die South Street die umfangreichen Gleisanlagen südlich der Innenstadt von Wilkes-Barre mit einer neuen Brücke, auf der auch ein Straßenbahngleis verlegt wurde. Dieses wurde mit der Strecke nach Heights verknüpft. Die im 20-Minuten-Takt befahrene, ab 1929 als Linie HT bezeichnete Verbindung nach Heights wurde daraufhin ab 11. Dezember 1925 zu einer Ringlinie. Ab 1929 wurde diese nur mehr im Uhrzeigersinn befahren. Der Straßenbahnbetrieb wurde am 1. Oktober 1938 eingestellt und ab dem Folgetag durch dieselgetriebene Busse ersetzt. Oberleitungsbusverkehr wurde hier erst nach dem Zweiten Weltkrieg ab 9. Januar 1948 aufgenommen.[12]

### Coalville / Ashley
Die Coalville-Linien gingen in ihrer Grundstruktur auf die Pferdestraßenbahn der Coalville Passenger Railway Company zurück und erschlossen die südlich bzw. südwestlich von Wilkes-Barre gelegenen Vororte.
- Der elektrische Straßenbahnbetrieb zwischen dem Public Square in Wilkes-Barre und dem bis 1871 als Coalville bezeichneten Ashley wurde am 3. Dezember 1892 auf der zuvor von der Pferdebahn genutzten Strecke aufgenommen. Am 23. Dezember 1893 wurde eine Verlängerung von Ashley bis Sugar Notch in Betrieb genommen. Eine Erweiterung bis Warrior Run wurde in den folgenden Jahren mehrfach öffentlich diskutiert, jedoch erst 1908 begonnen. Ab 22. Dezember 1908 verkehrten Straßenbahnen über Sugar Notch hinaus bis Warrior Run. In der Innenstadt von Wilkes-Barre wurde die Streckenführung zwischen 1902 und 1925 mehrfach in Parallelstraßen geändert, um Überschneidungen mit bzw. Beeinträchtigungen der South Side-Linien zu vermeiden.
Die Überlandstraßenbahn Hazleton–Wilkes-Barre der Wilkes-Barre and Hazleton Railway (W-B&H) erreichte das Tal des Susquehanna Rivers bei Ashley und hatte in den ersten Betriebsjahren keine eigene Strecke bis Wilkes-Barre. Stattdessen wurde durch die Conyngham Street in Ashley eine Gleisverbindung der W-B&H bis zur Strecke der W-B&WVT verlegt. Die vorgesehene Verlängerung der Interurban-Fahrten über die Gleise der Straßenbahn bis Wilkes-Barre unterblieb jedoch, da das Lichtraumprofil der Überlandstraßenbahn umfangreiche Anpassungen der Infrastruktur in Ashley und Wilkes-Barre erfordert hätte. Stattdessen wendeten die Züge der W-B&H in Ashley, wo in bzw. aus eigens hierfür eingesetzte Straßenbahnzüge umgestiegen werden musste. Dieses Verfahren endete 1907, als die W-B&H eine eigene Gleisverbindung nach Wilkes-Barre in Betrieb nahm.
Der Abschnitt von Wilkes-Barre bis Ashley zählte auch ohne den Umsteigerverkehr der W-B&H zu den am stärksten nachgefragten Verbindungen im Gesamtnetz. Neben dem Grundangebot von Wilkes-Barre über Ashley nach Sugar Notch und, ab 1908, Warrior Run wurden daher zusätzliche Fahrten zwischen Wilkes-Barre und Ashley eingelegt. Das Grundangebot bestand in den meisten Betriebsjahren aus einem 30-Minuten-Takt, der bis Ashley zum 15-Minuten-Takt verdichtet wurde. Zwischen 1920 und 1925 sowie Ende der 1920er-Jahre wurde alle 10 Minuten bis Ashley gefahren; von 1942 bis etwa 1945 alle 7,5 Minuten. Die Fahrten des Grundangebots wurden ab 1929 als Linie S und die in Ashley wendenden Züge als Linie A bezeichnet.
Eingestellt wurde der Straßenbahnverkehr der Linien A und S zweimal: Am 6. August 1941 wurden die Züge beider Linien durch Busse ersetzt. Die erhöhte Nachfrage durch die kriegsbedingt verstärkte Industrieproduktion führte jedoch am 1. September 1942 zur Wiederaufnahme des Straßenbahnbetriebs. Am 6. August 1946 wurde der Betrieb südwestlich der Cook Street in Ashley schließlich erneut und endgültig eingestellt, in den frühen Morgenstunden des 7. September 1946 auch zwischen Wilkes-Barre und Ashley. Oberleitungsbusse fuhren nach kurzzeitigem Einsatz dieselgetriebener Busse ab 6. November 1946.[13]

- Zwischen der in der Hazle Street verlegten Straßenbahn nach Ashley und den South Side-Linien in der South Franklin Street verblieb in Wilkes-Barre ein nicht durch die Straßenbahn erschlossenes Viertel namens Rolling Mill Hill. Daher wurde eine von der Strecke nach Ashley abzweigende Strecke auf einem kurzen Abschnitt der High Street sowie in der Grove Street und Brown Street verlegt, die am 19. März 1904 bis zur Kreuzung Brown/Parrish Street eröffnet wurde. Eine Verlängerung bis zum stadtauswärtigen Ende der Brown Street (Ecke Gilligan Street) folgte am 1. April 1912. Die topographischen und städtebaulichen Gegebenheiten am Abzweig von der Strecke nach Ashley bedingten, dass Weiche und Kurvenradius nur für direkte Fahrten von Ashley nach Grove/Brown angelegt werden konnten. Auf der tatsächlich angebotenen Verbindung zwischen Public Square und Grove/Brown musste daher am Abzweig jeweils die Fahrtrichtung gewechselt werden. Die ab 1929 als Linie GB bezeichnete Verbindung wurde in den meisten Betriebsjahren im 20-Minuten-Takt befahren, ab 1930 abends nur mehr alle 30 Minuten. Der Straßenbahnbetrieb endete hier am 1. Oktober 1938 und wurde am folgenden Tag durch dieselgetriebene Omnibusse ersetzt. Eine Oberleitungsbusverbindung wurde erst nach dem Zweiten Weltkrieg errichtet und am 9. Januar 1948 eröffnet.[13]

### South Side-Linien
Die South Side-Linien erschlossen die südwestlich von Wilkes-Barre gelegenen Vorstädte. Unter allen Linien des Netzes wiesen die South Side-Verbindungen die meisten Streckenabschnitte auf eigener Trasse neben bzw. abseits von Straßen auf; die Linien N und HA außerhalb von Wilkes-Barre und Nanticoke sogar nahezu vollständig. In Wilkes-Barre standen den South Side-Linien Trassen in der South Main Street sowie parallel dazu in der Carey Avenue zur Verfügung.
- Die am 11. Mai 1893 eröffnete, gut 12 km lange Strecke von Wilkes-Barre durch den Norden des Hanover Townships nach Nanticoke war die Stammstrecke der South Side-Linien. Auf einer von der Delaware, Lackawanna and Western Railroad gemieteten Fläche nahe der Straßenbahnstrecke wurde im Juli 1893 der Hanover Park eingerichtet. Die zunächst nur als Picknick-Fläche konzipierten Anlagen wurden in den folgenden Jahren zu einem Vergnügungspark (ab 1905 unter dem Namen Sans Souci Park) ausgebaut, dessen Besucher vor allem in den Sommermonaten einen erheblichen Anteil der Fahrgäste der Straßenbahnlinie nach Nanticoke stellten. So wurde zwischen 1895 und 1899 die ursprünglich eingleisige Strecke von Wilkes-Barre bis zum Park zweigleisig ausgebaut; 1913 und 1914 dann auch der anschließende Abschnitt bis Nanticoke. In Nanticoke endete die in der Main Street geführte Strecke ursprünglich direkt hinter der Kreuzung der Market Street mit der Main Street. Mit zunehmenden Autoverkehr verursachten dort wartende Triebwagen allerdings Staus, so dass die Strecke im Oktober 1923 zur etwas weniger beengten Kreuzung Market/Hill Street verlängert wurde. Planungen zum Bau einer Schleife durch die Main, Orchard und Broad Streets in der Innenstadt von Nanticoke, die den Verkehrsfluss verbessert und einen direkten Anschluss zur People’s Street Railway ermöglicht hätten, wurden nicht umgesetzt.
Die ab 1929 als Linie N bezeichnete Verbindung wurde seit 1893 im 20-Minuten-Takt befahren, der 1905 zum 15-Minuten-Takt verdichtet wurde. In den 1920er-Jahren wurde teils im 20-, teils im 15-Minuten-Takt gefahren; ab 1932 dauerhaft alle 20 Minuten. Durch das hohe Verkehrsaufkommen der Linie N und die eigene Trassenführung außerhalb der beiden großen Orte hielt sich der Straßenbahnbetrieb der Linie N und der davon abzweigenden Linie HA länger als auf allen anderen Verbindungen des Netzes. Die letzte Fahrt verließ den Public Square am 15. Oktober 1950 gegen 1 Uhr morgens und kehrte gut eine Stunde später aus Nanticoke zurück. Als Ersatz wurde eine Omnibusverbindung eingerichtet.[14]

- Schon während die Strecke nach Nanticoke im Bau war, wurde öffentlich über einen Abzweig zur Erschließung des Südteils des Hanover Townships diskutiert. Nach verschiedenen aufgegebenen Planungen wurde am 18. November 1912 die Wilkes-Barre & Hanover Street Railway als Tochtergesellschaft der Wilkes-Barre Railway Company gegründet. Diese errichtete eine 4,8 km lange Strecke von Sans Souci Park über das Dorf Askam bis zu einem Hanover benannten Wendepunkt an der Grenze zwischen Hanover Township und den südlichen Ausläufern des Orts Nanticoke (Truesdale Terrace), wo Anschluss an die Strecke der People’s Street Railway bestand. Die Strecke lag mit Ausnahme eines kurzen Abschnitts in Askam komplett auf eigener Trasse, häufig weitab von Straßen und wurde nach Bauprinzipien von Bahngesellschaften mit Güterverkehr errichtet (sozusagen Vollbahn-Standard).
Der Betrieb auf der Strecke wurde am 7. September 1914 durch die Wilkes-Barre Railway aufgenommen. Die Strecke war stark vom Pendlerverkehr zu Bergwerken abhängig. Zunächst wurde im 40-Minuten-Takt ein Pendelbetrieb zwischen Hanover, Sans Souci und der etwa einen Kilometer östlich von Sans Souci an der Strecke nach Wilkes-Barre gelegenen Station Summit angeboten. Ab Frühjahr 1915 verkehrten die Züge durchgehend zwischen dem Public Square in Wilkes-Barre und Hanover. 1928 wurde von Mai bis November ein 20-Minuten-Takt gefahren, ehe man zum 40-Minuten-Takt zurückkehrte. Ab September 1942 verkehrten die Straßenbahnen auf der seit 1929 als Linie HA bezeichneten Verbindung nur mehr werktags zwischen etwa 5 und 8 Uhr sowie 12 und 16 Uhr. Überschwemmungen und Unterspülungen der Gleise führten am 18. August 1947 zur Einstellung des Betriebs, doch wurde die Strecke nach Instandsetzung ab 14. September 1947 wieder befahren. Der Straßenbahnbetrieb endete schließlich am 14. Oktober 1950 ohne Ersatz durch Busse.[14]

- Das westlich von Wilkes-Barre auf der gegenüberliegenden Seite des Susquehanna Rivers gelegene Plymouth war bereits seit 1892 durch eine Strecke über die ebenfalls nördlich des Flusses gelegenen Orte Kingston und Edwardsville von der Straßenbahn erschlossen. Mit einer Strecke durch die südwestlichen Ausläufer von Wilkes-Barre und die neue Carey Avenue-Brücke über den Susquehanna River entstand 1895 eine zweite, kürzere Verbindung zwischen Wilkes-Barre und Plymouth. Die ab 14. Juli 1895 regulär befahrene Strecke endete in Plymouth zunächst direkt nördlich der Brücke. Eine Verlängerung im Ortsgebiet von Plymouth wurde erst im September 1917 in Betrieb genommen. Zunächst verkehrten die Züge auf der ab 1929 als Linie C (für Carey Avenue) bezeichneten Verbindung alle 20 Minuten, ab 1913 alle 15 Minuten. Während der 1920er-Jahre wurden die Abstände zeitweise auf einen 20-Minuten-Takt gedehnt, bis diese Zugfolge 1928 endgültig eingeführt wurde. Der Auslöser für die Einstellung der Linie C war nach Ende des Zweiten Weltkriegs die Carey Avenue-Brücke, die die Verbindung ursprünglich erst ermöglicht hatte: Die teilweise aus Holz errichtete Flussquerung war nach mehreren Hochwassern und einem Brand renovierungsbedürftig. Der Straßenbahnbetrieb endete daher am 1. September 1947 und wurde durch Omnibusbetrieb über die parallele Breslau-Brücke ersetzt. Über die neue Carey Avenue-Brücke wurde am 12. Oktober 1948 ein Oberleitungsbusverkehr zwischen Wilkes-Barre und Plymouth eingerichtet.[14]

- Zur besseren Erschließung der zwischen Innenstadt und südwestlicher Stadtgrenze von Wilkes-Barre gelegenen Stadtviertel wurde im Dezember 1899 eine Trasse eröffnet, die parallel zwischen den bestehenden Strecken in der Carey Avenue und der South Main Street durch die Franklin, Horton, Regent und Division Streets führte und an der Carey Avenue auf die bestehenden Gleise traf. Sie wurde durch die Regent Street-Linie vom Public Square bis zur Kreuzung Carey Avenue/Division Street im 20-Minuten-Takt befahren, jedoch bereits im Juli 1918 eingestellt.[14]

## Fahrzeuge
Die Pferdestraßenbahnen in Wilkes-Barre nutzten durchwegs von der John Stephenson Car Company gelieferte Wagen. Die Wilkes Barre & Kingston Passenger Railroad beschaffte schrittweise zwölf Wagen, die Coalville Passenger Railway Company vier Stück. Zwei der Coalville-Wagen wurden 1893 mit elektrischen Antrieben motorisiert, umgespurt und an die Wilkes Barre & Suburban Street Railway Company verkauft.
Neben den zwei von der Coalville-Strecke übernommenen ehemaligen Pferdebahnwagen besaß die Wilkes Barre & Suburban zwei weitere 1890 gebraucht erworbene und nachträglich motorisierte Pferdebahnwagen. Schon 1887 bzw. 1888 hatte die Gesellschaft zwei bzw. weitere drei elektrische Straßenbahnen bei Stephenson bestellt, die zu den ersten elektrischen Trambahnfahrzeugen der Vereinigten Staaten zählten. Sowohl die Wilkes Barre & Suburban als auch die Wilkes-Barre & West Side Railway beschafften zudem weitere ähnliche zweiachsige Fahrzeuge bei der J. G. Brill Company. Die W-B&WVT beschaffte Fahrzeuge bei zwei Herstellern parallel, bei Brill und der St. Louis Car Company, die zwischenzeitlich die Stephenson Car Company übernommen hatte. 1892 wurden die ersten Triebwagen mit Drehgestellen geliefert.
Alle elektrischen Triebwagen waren Zweirichtungsfahrzeuge. Beiwagen existierten nicht; Mehrfachtraktionen waren ab 1911 möglich, wurden aber im regulären Betrieb selten praktiziert.
Die W-B&WVT führte 1892 ein bis zum Ende des Straßenbahnbetriebs praktiziertes Nummernschema ein, wonach Bauarttypen (grob) nach Hunderterblöcken unterschieden wurden sowie offene Wagen ungerade und geschlossene Wagen gerade Nummern erhielten. Da außer in den Anfangsjahren nur geschlossene Wagen eingesetzt wurden, hatten somit die weitaus meisten Fahrzeuge gerade Nummern.
- Die von 100 aufwärts nummerierten Fahrzeuge umfassten die von den Vorgängergesellschaften übernommenen Triebwagen sowie die ersten Neubeschaffungen der W-B&WVT, unabhängig davon, ob sie zwei oder vier Achsen hatten. Die zweiachsigen Triebwagen waren nur etwa fünf Meter lang (16 bis 18 Fuß); die vierachsigen je nach Bauart zwischen sieben und zehn Metern. Zehn Fahrzeuge waren Umbauten, bei denen die Wagenkästen von zwei vormals zweiachsigen Triebwagen zusammengefügt und mit zwei Drehgestellen versehen wurden.[15]

- Mit 200er-Nummern wurden die 40 Triebwagen versehen, die zwischen 1894 und 1903 für die Streckenerweiterungen beschafft wurden. 36 davon wurden bei Brill gebaut, vier durch die Jackson and Sharp Company. Während die ersten Fahrzeuge mit zehn Metern Länge die Dimensionen bisher beschaffter Triebwagen hatten, waren die 16 in den Jahren 1902 und 1903 bestellten Exemplare 14,5 Meter lang. Die kürzeren Triebwagen blieben bis Herbst 1928 im Einsatz, die längeren wurden schrittweise in den 1930er-Jahren abgestellt.[15]

- 37 zwischen 1909 und 1913 bei Brill gebaute Triebwagen trugen Nummern von 300 aufwärts. Alle waren Vierachser; zehn mit einer Länge von 13 Metern und die übrigen mit einer Länge von 14,5 Metern. Die Fahrzeuge ab Nummer 322 aufwärts waren mechanisch und elektrisch ausgerüstet, um bei Bedarf in Mehrfachtraktione eingesetzt zu werden. Alle 300er-Triebwagen wurden in den 1930er-Jahren abgestellt; einzelne Exemplare zu Arbeitswagen umgebaut.[15]

- Mit den Nummern 400, 402, 404 und 406 wurden vier 1913 bei Brill beschaffte, 12,7 Meter lange vierachsige Triebwagen bezeichnet. Sie blieben bis 1939 im Einsatz.[15]

- Die 1914 bei Brill gefertigten sechs Triebwagen mit den Nummern ab 500 waren die einzigen Triebwagen der Straßenbahn Wilkes-Barre, bei denen der Einstieg nicht über Türen an beiden Fahrzeugenden, sondern in der Mitte des Wagenkastens erfolgte. Dieser Aufbau verhinderte allerdings die Umstellung auf Einmannbetrieb, da Fahrgäste zum Fahrscheinkauf nicht beim Fahrer einsteigen konnten. Da jedoch in den 1920er-Jahren auf allen Linien schrittweise der Schaffnerbetrieb endete, konnten die Triebwagen mit Mitteleinstieg nur noch für Sonderfahrten genutzt werden. Vier Fahrzeuge wurden 1934 durch einen Brand in einer Abstellhalle zerstört, die anderen beiden 1935 verschrottet.[15]

- Die zwölf ab der Nummer 600 geführten Fahrzeuge wurden 1920, 1921 und 1922 in drei Gruppen gebraucht aus Philadelphia erworben. Sie waren 1918 durch Brill gefertigt worden, um den erhöhten Fahrzeugbedarf des Pendlerverkehrs zur kriegswichtigen Werft Hog Island im Tinicum Township südlich von Philadelphia zu decken. Mit Schließung der Werft waren die nahezu neuen Fahrzeuge dort jedoch überzählig. Die 14,5 Meter langen Vierachser blieben in Wilkes-Barre bis in die 1940er-Jahre in Betrieb.[15]

- Unter den Nummern 700 und aufwärts wurden alle 46 ab 1923 beschafften Triebwagen zusammengefasst. Mit Ausnahme von drei gebraucht erworbenen, durch die Wason Manufacturing Company gebauten Fahrzeugen stammten alle Exemplare von Brill.[15]